# 市民醫院前站 (岐阜縣)
市民醫院前站（日语：／ Shiminbyōin-mae eki */?）是位於岐阜縣岐阜市鹿島町，名古屋鐵道鏡島線的鐵道車站（廢站）。由於岐阜市民醫院遷移而開設此站，因此此站較多乘客使用。

## 歷史
在1924年，美濃電氣軌道鏡島線開通前，此站還未啟用。當初車站啟用時，包含此站在內，鏡島線千手堂站至森屋站之間是使用專用軌道，後來才改變為混合路權軌道。在戰後隨著機動化（汽車社會）的進展，鏡島線在1964年廢除，此站也被廢除。
- 1941年（昭和16年）10月21日 - 此站啟用[3]。
- 1950年（昭和25年）
  - 6月10日 - 由於進行混合路權軌道化工程，包含此站在內，千手堂站至森屋站之間暫停營業[4]。
  - 7月11日 - 工程完成，千手堂站至森屋站之間重開[4]。
- 1964年（昭和39年）10月4日 - 鏡島線全線廢除，此站也被廢除[3][5]。

## 車站構造
截至車站廢除前，此站是地面車站，設有1面1線的單式月台。車站是位於道路上。此站沒有站房。

## 相鄰車站
名古屋鐵道
鏡島線
本莊－市民醫院前－森屋

## 注腳
1. ↑  . 鄉土出版社（日语：郷土出版社）. 1997: 164. ISBN 4-87670-097-4 （日语）.
2. ↑  川島令三. . 名古屋北部・岐阜篇 1. 草思社（日语：草思社）. 1997: 126. ISBN 4-7942-0796-4 （日语）.
3. 1 2  . 鄉土出版社（日语：郷土出版社）. 1997: 219–230. ISBN 4-87670-097-4 （日语）.
4. 1 2  名古屋鉄道広報宣伝部（編）. . 名古屋鐵道. 1994: 984 （日语）.
5. ↑  今尾惠介（監修）.  7 東海. 新潮社. 2008: 52. ISBN 978-4-10-790025-8 （日语）.